# 格林西克 (塔拉拉伊夫卡區)
50°56′35″N 32°59′24″E / 50.94306°N 32.99000°E
格林西克（烏克蘭語：Глинське），是烏克蘭北部的村莊，隸屬切爾尼希夫州的普里盧基區。該村面積0.11平方公里，海拔高度140米，2001年人口22，人口密度每平方公里194.69人。